# تشارلز كي فرينش
تشارلز كي فرينش (بالإنجليزية: Charles K. French)‏ مواليد 17 يناير 1860 في كولومبوس، الولايات المتحدة - الوفاة 2 أغسطس 1952 في هوليوود، الولايات المتحدة، هو ممثل ومخرج وكاتب سيناريو أمريكي بدأ مسيرته الفنية سنة 1909. شارك في قرابة 240 فيلما. امتدت مسيرته الفنية لأكثر من 36 عاما.

## الأعمال
- الرجل المذنب
- امرأة باريس

## روابط خارجية
- تشارلز كي فرينش على موقع IMDb (الإنجليزية)
- تشارلز كي فرينش على موقع ألو سيني (الفرنسية)
- تشارلز كي فرينش على موقع أول موفي (الإنجليزية)
- تشارلز كي فرينش على موقع قاعدة بيانات برودواي على الإنترنت (الإنجليزية)
- تشارلز كي فرينش على موقع قاعدة بيانات الأفلام السويدية (السويدية)
- تشارلز كي فرينش على موقع قاعدة بيانات الفيلم (الإنجليزية)
- تشارلز كي فرينش على موقع كينوبويسك (الروسية)